# Maartje van Putten
Maria Jeanette Anna van Putten, detta Maartje (Bussum, 5 luglio 1951), è una politica olandese, membro del Partito del Lavoro ed europarlamentare dal 1989 al 1999.

## Biografia

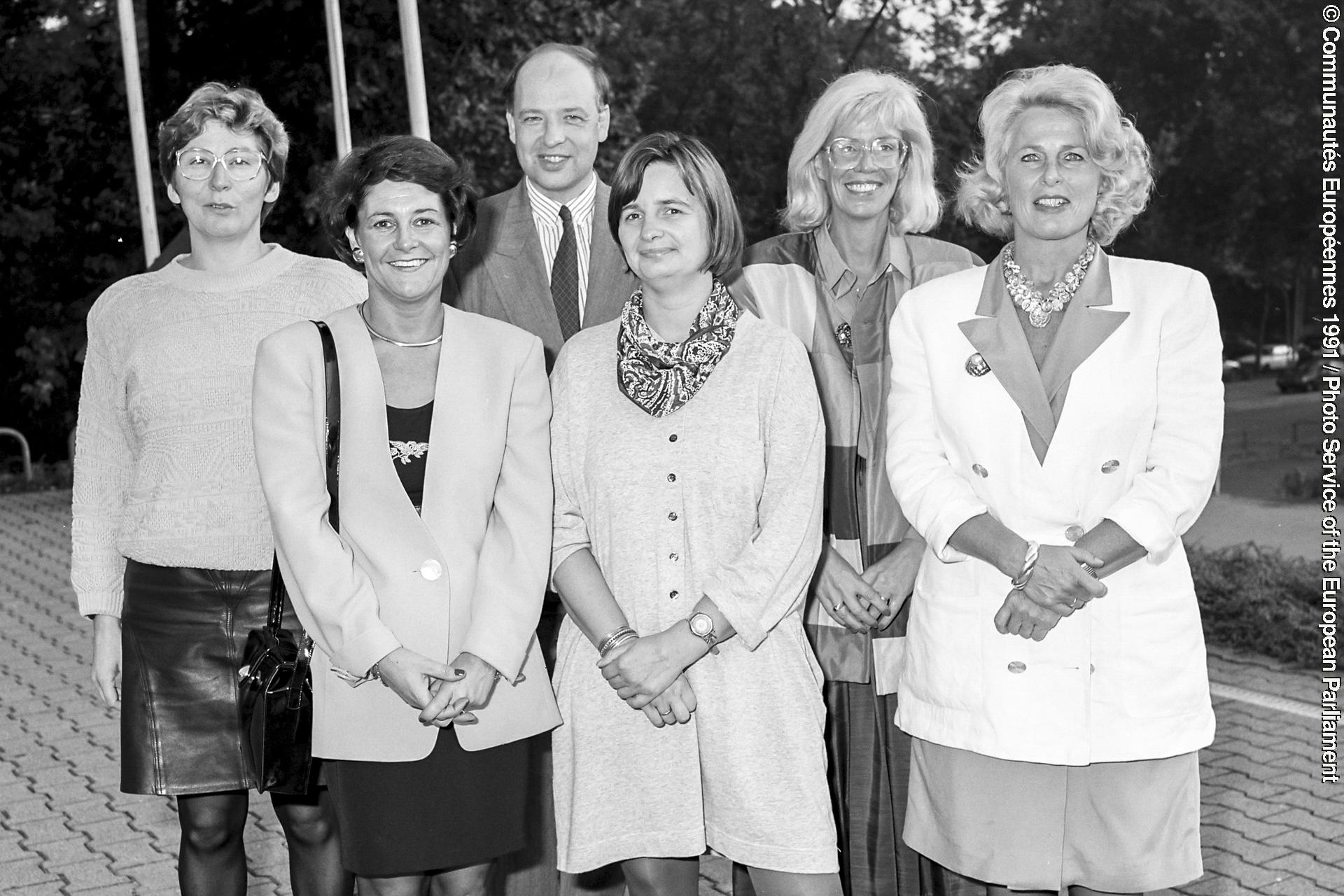
Europarlamentari olandesi nel 1991: da sinistra Nel van Dijk, Ria Oomen-Ruijten, Bartho Pronk, Maartje van Putten, Jessica Larive e Karla Peijs

Nata a Bussum, dopo gli studi Maartje van Putten divenne giornalista per il settimanale di attualità Haagse Post e fu impiegata nello staff della Fondazione Evert Vermeer.
Nel 1971, mentre era ancora una studentessa poco più che ventenne, nonché una giovane madre, fu coinvolta nel movimento civico Stop de Kindermoord (Stop agli omicidi di bambini); l'associazione era nata in seguito alla morte di una bambina di sei anni, Simone Langenhoff, travolta da un'automobile mentre si recava a scuola in bicicletta. Maartje van Putten divenne così un'attivista per la sicurezza dei ciclisti e soprattutto dei più piccoli, divenne la guida dell'associazione e vi fu impegnata per quasi dieci anni.
Entrata in politica con il Partito del Lavoro, nel 1989 ottenne un seggio al Parlamento europeo in seguito alle elezioni europee. Fu poi rieletta anche in occasione delle europee del 1994. Fu membro della commissione per lo sviluppo e la cooperazione e della commissione per la protezione dell'ambiente, la sanità pubblica e la tutela dei consumatori.
Durante il suo servizio da europarlamentare, Maartje van Putten si occupò perlopiù di tematiche legate all'ambiente, allo sviluppo sostenibile e alla tutela della fauna e della flora.
Nel 1999, venne assunta nel consiglio di ispezione della Banca Mondiale e lasciò il seggio da eurodeputata. Restò in carica come consigliera per i successivi cinque anni.
Candidatasi per le europee del 2004, non risultò eletta.
Nel 2006 conseguì un dottorato di ricerca in economia presso l'Università di Tilburg, presentando una tesi intitolata "Meccanismi di responsabilità nel settore finanziario", svolta in collaborazione con l'Università McGill.
Nel 2007 entrò a far parte del consiglio indipendente di ispettori della Banca africana di sviluppo, mentre dal 2010 al 2015 fu Senior Advisor Objector della Banca europea per gli investimenti. Dal 2013 fu inoltre collaboratrice dell'OCSE.

## Opere
- Maartje van Putten, Vrouwen, de vergeten helft: een oriëntatie op de positie van vrouwen in de derde wereld, Evert Vermeer Stichting, 1985, ISBN 90-70985-02-0.
- Maartje van Putten, Made in Heaven: vrouwen en de veranderende internationale arbeidsverdeling, Evert Vermeer Stichting, 1985, ISBN 90-70985-04-7.
- Maartje van Putten, Arm in arm: ontwikkelingssamenwerking in het spoor van de armsten, Evert Vermeer Stichting, 1987, ISBN 90-70985-06-3.
- Maartje van Putten, Vredeseconomie veiliger voor vrouwen, Secretariaat Brede Vrouwenconferenties, 1987, ISBN 90-72132-01-7.
- Maartje van Putten, 'Policing the world': accountability mechanisms for multilateral financial institutions and private financial institutitions, Tilburg University, 2006, ISBN 90-72725-88-3.
- Maartje van Putten, 'Policing the Banks': accountability mechanisms for the financial sector, McGill-Queen's University Press, 2008, ISBN 978-0-7735-3402-5.